# Broteochactas gollmeri
Espèce
Synonymes
- Chactas gollmeri Karsch, 1879

Broteochactas gollmeri est une espèce de scorpions de la famille des Chactidae.

## Distribution
Cette espèce est endémique du Venezuela. Elle se rencontre au Miranda et au District de la capitale.

## Systématique et taxinomie
Cette espèce a été décrite sous le protonyme Chactas gollmeri par Karsch en 1879. Elle est placée dans le genre Broteochactas par Kraepelin en 1894.

## Étymologie
Cette espèce est nommée en l'honneur de Julius Gollmer.

## Publication originale
- Karsch, 1879 : Skorpionologische Beiträge. II. Mittheilungen des Münchener Entomologischen Vereins, vol. 3, no 2, p. 97-136 (texte intégral).